# Roi You de Chu

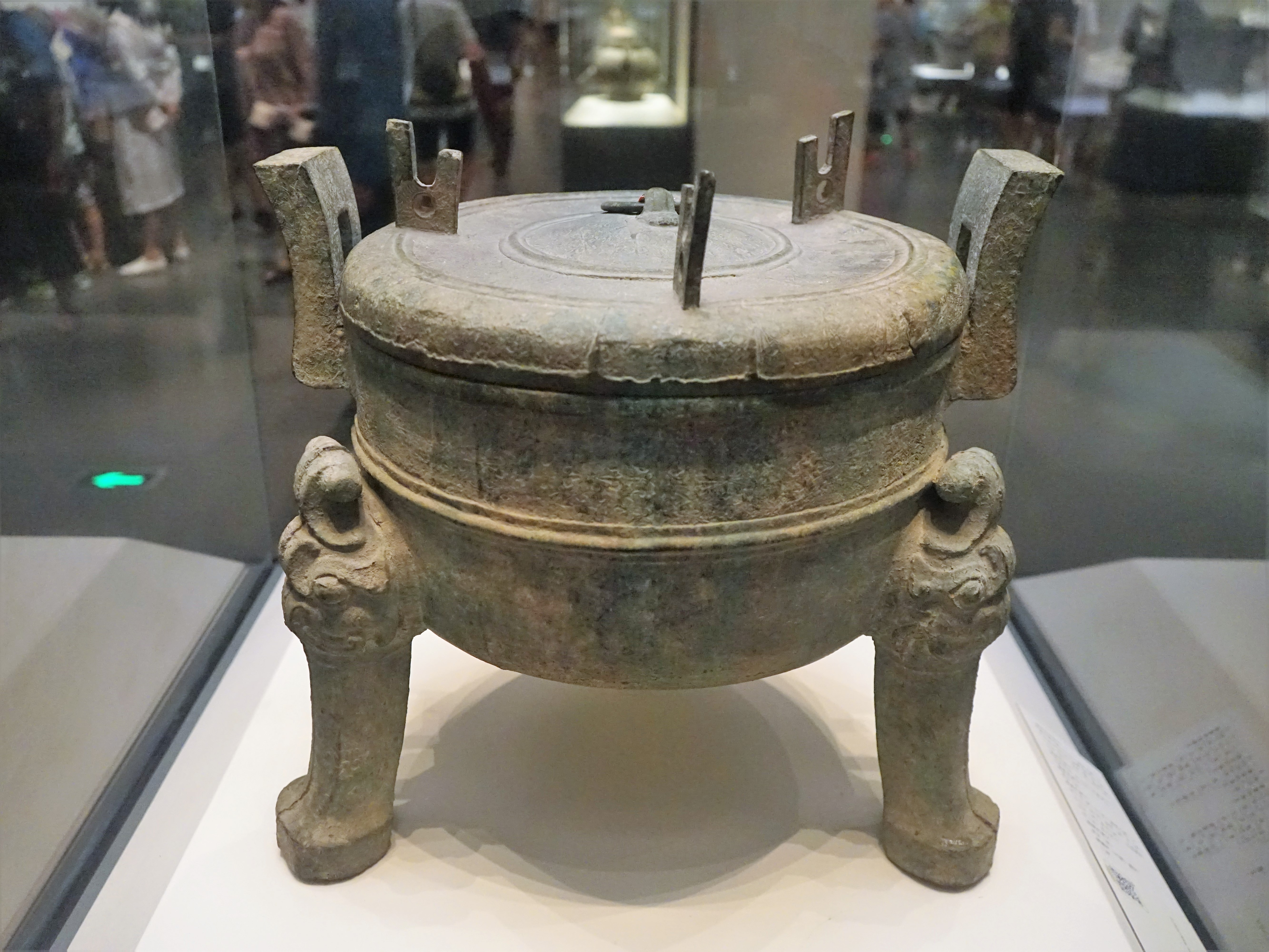
Chaudron Ding en bronze datant du règne du Roi You. Découvert à Zhujiaji, Xian de Shou, Anhui, en 1933.

Le Roi You de Chu (chinois : 楚幽王 ; pinyin : Chǔ Yōu Wáng, (???-228 av. J.C), est le vingt-troisième Roi de l'état de Chu. Il règne de 237 a 228 av J.C., durant la Période des Royaumes combattants de l'histoire de la Chine. Son nom de naissance est Xiong Han (chinois traditionnel : 熊悍), "Roi You" étant son nom posthume. 

## Règne
Il succède à son père, le roi Kaolie de Chu, et pendant son règne c'est son oncle maternel Li Yuan (chinois : 李园), qui occupe le poste de Lingyin (Premier ministre), du Chu. 
Avant d'épouser le Roi Kaolie, la mère du Roi You fut une temps la compagne de Huang Xie (chinois : 黃歇 ; Wade : Huang Hsieh), le Seigneur de Chunshen et précédent Lingyin du Chu. En effet, Li Yuan a présenté sa sœur a Xie, puis lui a suggéré de la présenter au Roi, qui n'avait pas encore d'enfant. Certains chroniqueurs chinois laissent suggèrent que You serait le fils du seigneur Chunshen et pas celui du Roi Kaolie  .
En 235 avant J.-C., après avoir attaqué l'État de Zhao, les troupes des États de Qin et Wei s'unissent pour attaquer le Chu, mais sont vaincues.
En mars 228 avant J.-C., le roi You de Chu meurt et c'est son frère cadet Xiong You qui lui succède, sous le nom de Roi Ai de Chu.

## Postérité
Dans les années 1930, sa tombe, située dans le Xian de Shou  de la province de l'Anhui, est détruite et pillée par les seigneurs de la guerre,  et les nombreux objets qu'elle contenait sont dispersés. Seul subsiste un grand chaudron en bronze, ou ding, appelé  楚大鼎, qui est conservé et exposé au musée de l'Anhui.